# Günter Bongert
Günter Bongert (* 1953 in Sehlem in Niedersachsen) ist Kirchenmusikdirektor, Organist, Chorleiter und Dirigent.

## Leben
Günter Bongert studierte ab 1970 die Fächer Kinderchorarbeit und Klavier in Braunschweig mit dem Abschluss der staatlichen Musiklehrerprüfung. Anschließend studierte er Kirchenmusik an der Musikhochschule Lübeck unter anderem bei den Professoren Matthias Janz und H. Gebhard. Von 1980 bis 2014 war er Kirchenmusiker an der St. Martin-Kirche in Nortorf und leitete dort die St. Martin Kantorei. Auch betreute und dirigierte er das Orchester und betreute und leitete mehrere Kinder- und Jugendchöre. Im Jahr 1999 wurde ihm der Titel Kirchenmusikdirektor (KMD) verliehen.

## Auszeichnungen
Im Jahr 1995 erhielt er den Kulturpreis des Kreises Rendsburg/Eckernförde.